# 庫斯縣 (俄勒岡州)
庫斯縣（英語：Coos County）是位於美国俄勒冈州西南部的一個縣，西臨太平洋，面積4,678平方公里。根據2020年美國人口普查，共有人口64,929人。縣治科基爾。1853年12月22日置縣，縣名紀念庫斯人（印第安人的一支）。